# Timo Lanmüller
Timo Luis Thomas Lanmüller (* 17. März 2001) ist ein österreichisch-deutscher Basketballspieler.

## Laufbahn
Lanmüller, Sohn eines österreichischen Vaters und einer aus Osnabrück stammenden deutschen Mutter, spielte in der Jugend des Wiener Vereins Basket Flames. Im Sommer 2016 wechselte er nach Deutschland und setzte seine Entwicklung in der Jugendabteilung des Bundesligisten Ratiopharm Ulm fort. Im Vorfeld des Spieljahres 2017/18 sicherte er sich darüber hinaus einen Kaderplatz bei der OrangeAcademy (2. Bundesliga ProA), in der die Ulmer Talente an höhere Aufgaben herangeführt wurden.
Im Dezember 2020 wurde Lanmüller von den Ulmern an den Zweitligisten Tigers Tübingen ausgeliehen, bei denen er auf Trainer Daniel Jansson traf, für den er bereits in der zweiten Ulmer Mannschaft und in der Jugend gespielt hatte. Mit dem Beginn der Saison 2021/22 wurde aus dem Leihabkommen ein fester Vertrag in Tübingen. Die Spieljahre 2021/22 und 2022/23 schloss Lanmüller mit Tübingen in der 2. Bundesliga ProA als Meisterschaftszweiter ab. 2023 nahm die Mannschaft anders als noch im Vorjahr den Bundesliga-Aufstieg wahr.
Nachdem er mit Tübingen 2024 wieder aus der Bundesliga abgestiegen war, wechselte er zu den Skyliners Frankfurt, denen zuvor die Rückkehr in die höchste deutsche Spielklasse gelungen war. Für Frankfurt bestritt er 16 Spiele in der Bundesliga (2,2 Punkte je Begegnung). Im Juni 2025 gab Zweitligist Artland Dragons Lanmüllers Verpflichtung bekannt.

### Nationalmannschaft
Mit einem Punkteschnitt von 14,6 je Begegnung war Lanmüller erfolgreichster Werfer der deutschen Nationalmannschaft bei der U16-Europameisterschaft 2017. Im April 2018 gewann er mit der deutschen U18-Nationalmannschaft das Albert-Schweitzer-Turnier und spielte im selben Jahr für die DBB-Auswahl bei der U18-EM. Im Herrenbereich wurde er dann österreichischer Nationalspieler, sein erstes A-Länderspiel bestritt Lanmüller Ende Juni 2022.